# Saqueo de Sóller (1561)
El saqueo de Sóller fue un ataque perpetrado por corsarios otomanos al mando de Uluj Alí el 11 de mayo de 1561, durante el reinado de Felipe II y la lugartenencia general de Guillem de Rocafull. Aunque la villa fue saqueada, los sollericos lograron resistir el asalto, obligando a los corsarios a retirarse con numerosas bajas y a abandonar gran parte del botín obtenido.
Este acontecimiento es conmemorado anualmente durante las fiestas de Sóller, que tienen lugar el segundo lunes de mayo. Las celebraciones destacan por la representación teatral de moros y cristianos que recrea la incursión de forma festiva. Los personajes más emblemáticos de esta tradición son el capitán Joan Angelats y las Valentes Dones de Can Tamany.

## Antecedentes
La Monarquía Hispánica, tras completar la reconquista cristiana de la península ibérica con la toma de Granada en 1492, extendió su influencia hacia la Berbería mediante la ocupación de plazas estratégicas como Mazalquivir, Orán, Bugía y Trípoli. Este avance entró en conflicto directo con los intereses del Imperio otomano, particularmente después de la captura de Argel en 1516 por los hermanos Aruj y Jeireddín Barbarroja. La reacción turca se concretó en el fomento del corsarismo en el Mediterráneo occidental, con el doble propósito de hostigar las rutas marítimas hispánicas en el mar Balear y aterrorizar a las poblaciones costeras como demostración de supremacía naval.

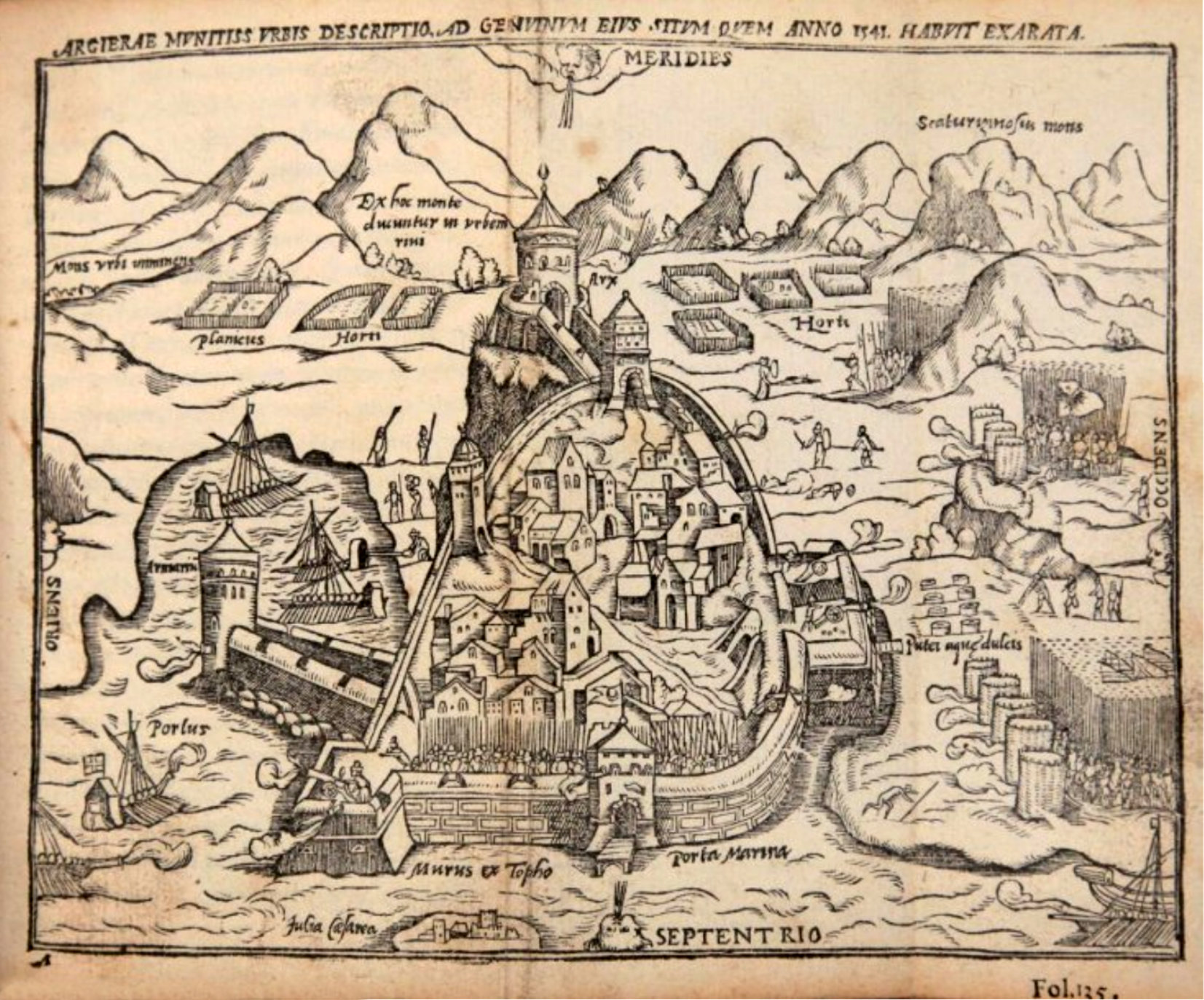
La Jornada de Argel de 1541, en un grabado de 1555.

Este contexto de confrontación se tradujo en incursiones como la que sufrió Sóller en 1542, donde fuerzas otomanas saquearon esta localidad mallorquina. Para contrarrestar estas amenazas, se ordenó la construcción de un sistema de fortificaciones litorales: la torre del Coll de l'Illa (1554), destinada a vigilar los accesos septentrionales al Puerto; la torre del Coll del Cingle (1557), erigida en las inmediaciones de la iglesia de Santa Catalina; y el Castell del Port (1543), que ejercía funciones de protección sobre la infraestructura portuaria.

### Preparativos
A principios de mayo de 1561, el lugarteniente general Guillem de Rocafull dispuso el envío de dos fragatas a la costa berberisca con el propósito de mitigar el corsarismo otomano contra el Reino de Mallorca. La información obtenida de los prisioneros capturados reveló que desde la Regencia de Argel se estaba organizando una armada considerable para atacar Mallorca, con Sóller como objetivo principal aparente, lo que motivó la inmediata adopción de medidas preventivas. La fuerza expedicionaria musulmana, compuesta por entre 22 y 23 embarcaciones –predominantemente galeotas acompañadas por algunas galeras reales– estaba comandada por el renegado Uluj Alí o Uchali, un renombrado líder corsario que dirigía un numeroso contingente de jenízaros.
Tras el fracaso de su ataque sorpresa contra Cartagena, rechazado en la batalla de Santa Mónica, la escuadra fue avistada el 10 de mayo durante su escala en Ibiza para abastecerse de agua por una fragata ibicenca, que zarpó de inmediato hacia Mallorca para dar la alarma. Al no poder garantizar que Sóller fuese el único objetivo de los atacantes, el lugarteniente general ordenó la movilización de las milicias de las villas del interior, que debían concentrarse en las poblaciones costeras más próximas. Sóller recibió refuerzos procedentes de Alaró y Buñola –pero no de Santa María del Camino, cuya ausencia no fue aclarada– a las órdenes de los capitanes Pere de Sant Joan e Ignaci Garcia.

## La razia

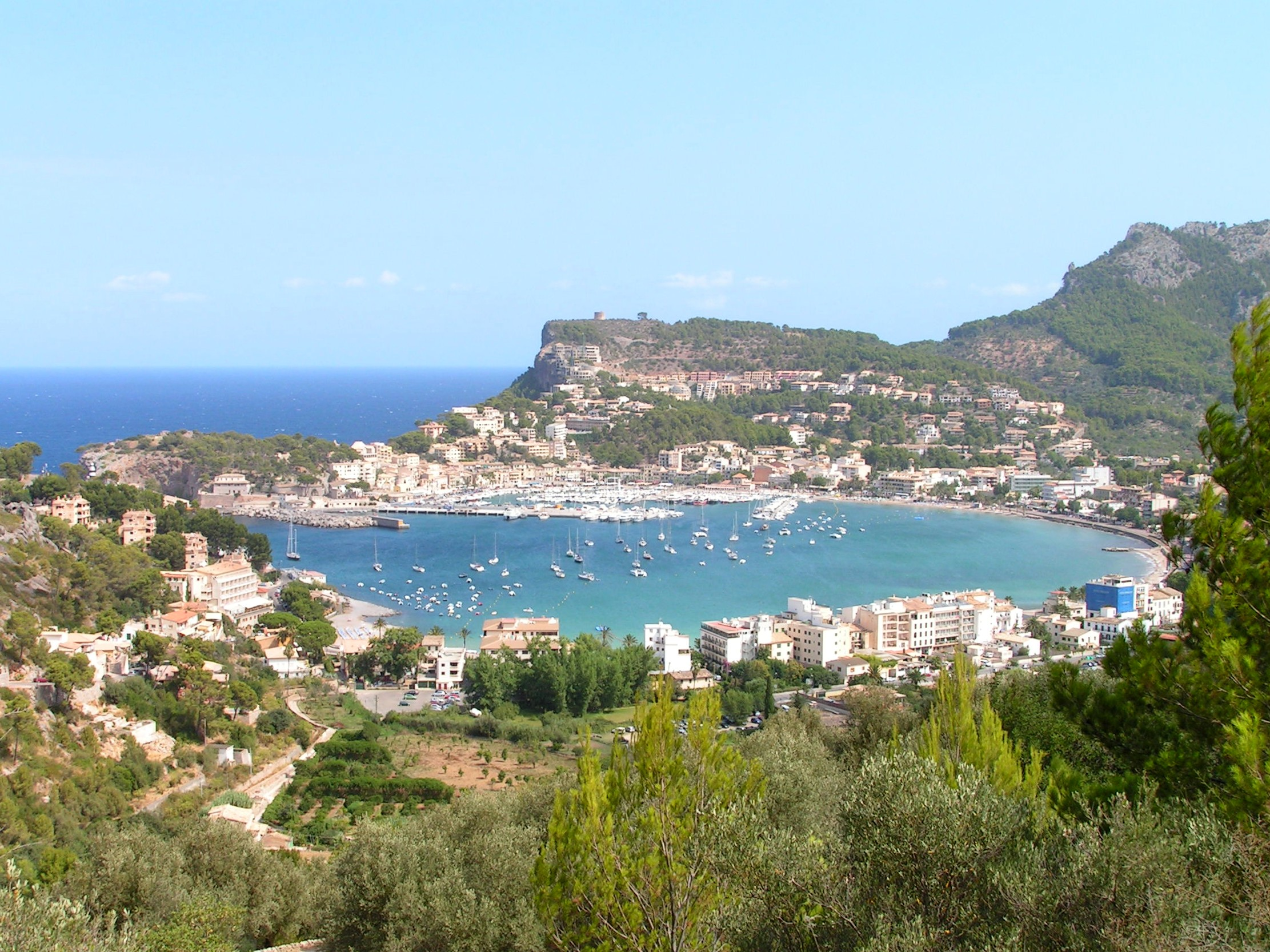
El Puerto de Sóller en 2007.

### El desembarco
En la tarde del 10 de mayo de 1561, la escuadra turco-argelina se aproximó a las costas de Sóller. Los sollericos habían organizado sus defensas, alertados tanto por los testimonios extraídos a cautivos en territorio berberisco como por el aviso de la fragata ibicenca. Bajo el mando del capitán Joan Angelats, junto con el bailío Pere Canals y los jurados Salvador Costurer, Bartomeu Osona, Jaume Deià y Bernat Ponç, se proveyó de artillería al Castell del Port y se desplegaron centinelas a lo largo del litoral para prevenir un posible desembarco.
En la madrugada del 11 de mayo, festividad de san Poncio, las milicias hispánicas se congregaron en la plaza mayor antes de desplazarse al Camp de l'Oca para establecer posiciones defensivas en el Puerto. No obstante, los corsarios eludieron este sector fortificado y se decantaron por un desembarco sorpresivo en la zona de las Puntes, próxima al Coll de l'Illa. Las condiciones de oscuridad nocturna dificultaron la detección de la maniobra por parte de los vigías, quienes solo advirtieron la operación cuando ya estaba en curso. El cronista Vicente Mut atribuyó este descubrimiento a la oportuna intervención de Bartomeu Valls, un galeote originario de Sóller que habría delatado a voces la situación de sus captores antes de ser silenciado y asesinado por estos.

### Primera batalla
Con los primeros albores del día y tras rebasar el Coll d'en Borrassà, las fuerzas otomanas se dividieron: el grueso principal de mil efectivos, bajo el mando de Yusuf Rais –documentado también como Isuf Reis, Supfú Arrais o Sadfu Arrai–, tomó dirección hacia el Pont de la Mar –actual Pont d'en Barona–, mientras que una fuerza secundaria de setecientos hombres, liderada personalmente por Uluj Alí, avanzó hacia el Pont de Binibassí –Pont dels Ases, frente al Camp d'en Maiol–. Este último grupo, al hallar la villa prácticamente desprotegida, procedió a un saqueo sistemático aprovechando que las fuerzas cristianas habían concentrado sus defensas en el Camp de l'Oca. La situación táctica presentaba un dilema para los defensores: frente a ellos se encontraba un contingente enemigo mientras otro arrasaba el pueblo. Siguiendo el consejo del sargento Antoni Soler, los sollericos optaron por una maniobra ofensiva contra las fuerzas del Pont, postergando temporalmente la protección directa de la villa. La reacción tomó por sorpresa a los corsarios, quienes, ante la inesperada resistencia organizada, iniciaron una retirada precipitada hacia sus embarcaciones.

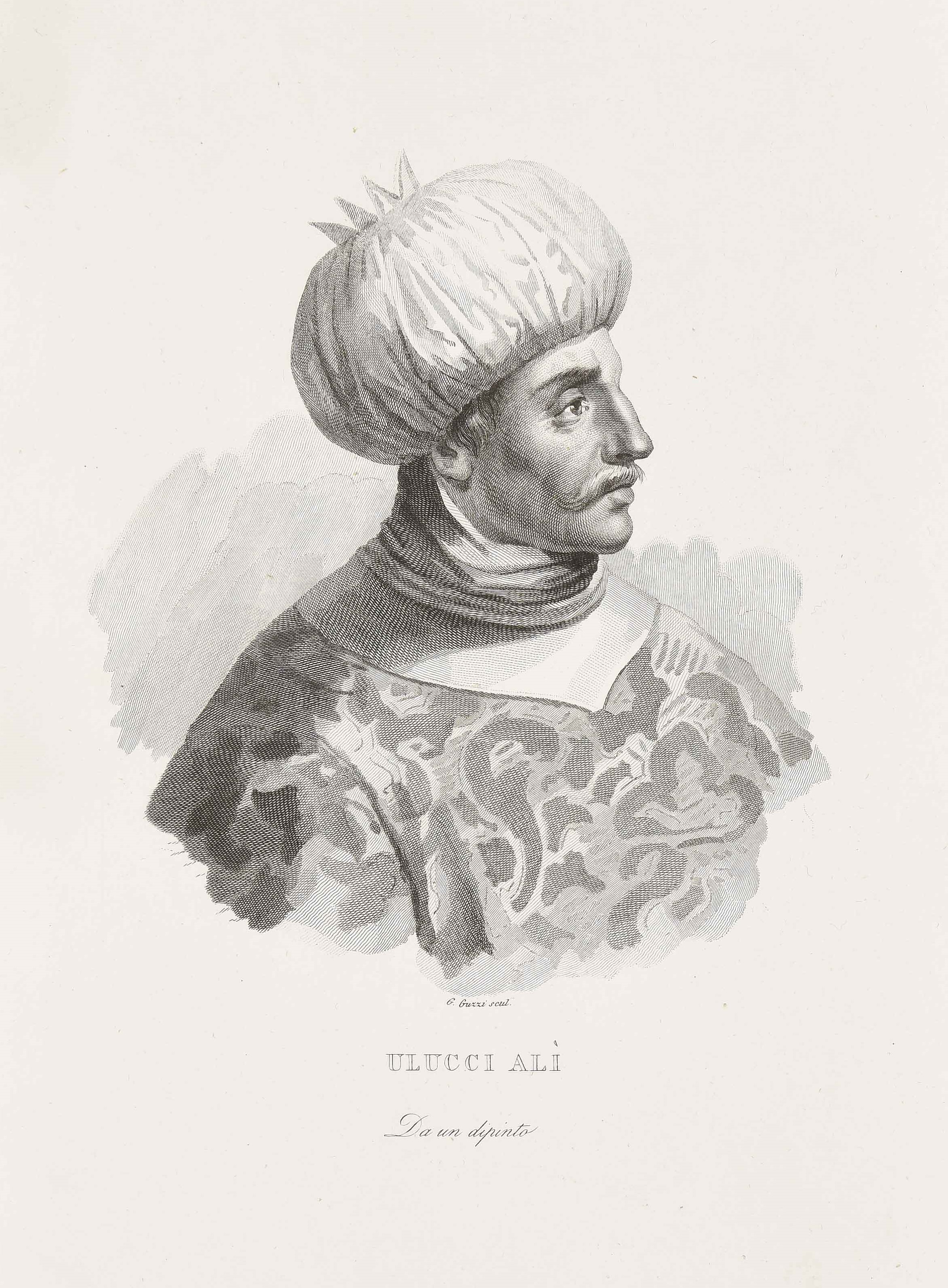
Retrato retrospectivo de Uluj Alí por Giuseppe Guzzi, en Iconografia italiana degli uomini e delle donne celebri (1837).

El repliegue otomano sufrió un contratiempo al ser interceptado por una partida de bandejats que, sumándose a las milicias mallorquinas, emprendieron un ataque coordinado utilizando sus perros alanos –«canes de ayuda»–. En este encuentro sucumbió el capitán Yusuf Rais, abatido por el sollerico Pere Bisbal «Garrova» mediante un golpe de lanza, junto con gran parte de los miembros de la expedición. Las bajas cristianas incluyeron a Miquel Canals y Nicolau Bisbal «Moronxo», mientras que entre los combatientes más destacados figuraron Llorenç Castanyer y Guillem Soler. Según Binimelis, la persecución se prolongó hasta las inmediaciones de las naves corsarias, donde los esclavos cristianos, encadenados a los bancos de remo, hubieron de advertir a sus correligionarios armados para evitar que dañasen las embarcaciones. Vicente Mut consigna además la muerte de Jaume Palou y otros cinco sollericos en esta refriega.

### El saqueo
La columna otomana que avanzó por el Pont de Binibassí penetró en Sóller a través del Carrer de sa Lluna, entregándose al pillaje del núcleo urbano. Su principal objetivo fue la iglesia de San Bartolomé, que terminaron por asaltar pese a la resistencia que opusieron los capellanes Gaspar Miró y Guillem Rotger. Los corsarios se apropiaron de todos los objetos de valor que encontraron y mutilaron las imágenes conservadas allí. A continuación, emprendieron la persecución de las mujeres, niños y ancianos que habían buscado refugio en las montañas, pretendiendo hacerlos cautivos en una operación que los llevó hasta la Coma.

### Segunda batalla
Los sollericos tendieron una emboscada al segundo contingente otomano durante su regreso a los barcos en el Camí de la Figuera, cerca de So n'Avinyona. La maniobra resultó tan efectiva que obligó a los atacantes a abandonar no solo el botín obtenido, sino incluso sus propias armas durante la desordenada huida. Un destacamento de las fuerzas musulmanas, perdido durante la confusión de la retirada, intentó se dirigió hacia Can Baixo por el Camí del Ginjolar, siendo acosado en todo momento por los cristianos. En su desesperación, los corsarios decidieron ejecutar a los prisioneros que transportaban, contándose entre las víctimas Gaspar Miró y una hija de Pere Canals, mientras que mossén Antoni Rotger resultó herido de gravedad.
La jornada concluyó con la llegada del lugarteniente general y sus refuerzos, cuando ya habían cesado los enfrentamientos. Como colofón, se ofició un Te Deum en la saqueada iglesia de San Bartolomé.

### Anécdotas y leyendas
Los acontecimientos del 11 de mayo de 1561 pervivieron en la memoria colectiva de Sóller, generando con el paso del tiempo un corpus de anécdotas y leyendas que exaltaban las hazañas de los sollericos. Estos relatos, ausentes en las crónicas coetáneas a los hechos, emergieron en periodos posteriores, especialmente durante los siglos XVII y XVIII.
La leyenda más popular es la de las Valentes Dones de Can Tamany, las hermanas Caterina y Francesca Casesnoves. El cronista Mut recoge cómo, durante la retirada otomana, un corsario penetró en dicha posesión –ubicada entre los parajes de l'Horta y el Coll d'en Borrassà– con el propósito de saquearla. Al encontrar la vivienda aparentemente deshabitada, el intruso se detuvo en la planta superior para beber, momento en que una de las hermanas lo abatió mediante un golpe en la cabeza con una tranca de encina. Reunidas ambas hermanas, aseguraron la entrada utilizando la misma tranca, y cuando otros tres corsarios intentaron forzar el acceso, las mujeres los repelieron arrojándoles piedras y finalmente el cadáver de su propio compañero, acción que puso en fuga a los asaltantes. Las Valentes Dones ocupan un papel clave en la conmemoración del Firó.
Mut documenta también el caso de Margalida Costurer, quien logró rescatar a su hija de siete años tras escapar ella misma de sus captores otomanos, ocultarse estratégicamente tras unos arbustos de zarzamora próximos a la costa y aprovechar la incesante resistencia de la niña, que terminó siendo liberada justo en el lugar del escondite materno. Entre las narraciones cuya historicidad resulta cuestionable destacan la ocultación de las sagradas formas en el Puig de les Tres Creus, el indulto de los bandejats que ayudaron a rechazar a los otomanos y la anécdota de los turcos trepando a los árboles para huir de los perros alanos utilizados por los bandoleros.

## Repercusiones
Tras su derrota en Sóller, la flota otomana abandonó las aguas malorquinas y tomó rumbo a Génova para saquear las costas de Liguria. Este fracaso militar marcó uno de los pocos reveses en la carrera de Uluj Alí, quien nunca más volvería a amenazar el litoral español. El balance de la razia fue, según los testimonios de la época, de unos 300 o 500 muertos por parte otomana, aunque las estimaciones historiográficas contemporáneas consideran improbable que las bajas superasen los 200 hombres, además de unos 400 heridos según Mut, y un número indeterminado de prisioneros. El coste humano para los sollericos fue notablemente menor, con apenas seis hombres fallecidos y un único cautivo, Joan Arbona, quien había estado de guardia en una atalaya.
Como respuesta al asalto corsario, las autoridades ordenaron la construcción de un sistema fortificado que circundaba la Plaça de l'Església e incorporaba una torre, junto con el reforzamiento del templo para su funcionamiento como refugio. Simultáneamente, la torre del Coll de l'Illa había sufrido daños irreparables durante la batalla, dejando como única estructura defensiva en la zona la torre del Coll del Cingle, que sería demolida en 1623 al concluirse la Torre Picada (1614-1621).
Paralelamente, los sollericos levantaron una capilla consagrada a la Mare de Déu de la Victòria e instituyeron una procesión anual que perpetuaba el recuerdo de los hechos y expresaba su gratitud hacia la Virgen. La tradición adquirió carácter institucional en 1853, cuando el Ayuntamiento dispuso una feria coincidente con el aniversario de la victoria, fijada en el segundo domingo de mayo. Las celebraciones incorporaban desde sus inicios elementos como las representaciones del capitán Joan Angelats y las Valentes Dones, niños vestidos de corsarios y la tranca de Can Tamany. En 1855 se introdujo un simulacro de batalla en el Puerto, acto fundacional del Firó en su configuración contemporánea.
Al cumplirse el cuarto centenario de los acontecimientos en 1961, se inauguró un monumento escultórico en homenaje a los héroes que defendieron la localidad, creado por el artista Pere Pavia y referido popularmente como «es Monument».